# Copenhagen Opera Festival
Copenhagen Opera Festival er en københavnsk musikfestival, der hylder operaen som kunstart. En del af formålet med festivalen er at bringe operaen ud af de vante rammer. Festivalen afholdes således i Københavns gader, på vandet og rundt omkring i forskellige pop-up formater. 
For at give festivalen gennemslagskraft hviler den på tre områder:
- Det klassiske opera-repertoire
- Opera der finder sted i utraditionelle rammer
- Tværkunstneriske operaprojekter